# Pycnarmon juanalis
Pycnarmon juanalis là một loài bướm đêm trong họ Crambidae.